# Кулинарный поединок
Кулинарный поединок — телевизионная передача, посвящённая кулинарии. Выходила в эфир с 14 сентября 2002 по 27 декабря 2014 года и с 5 сентября 2015 по 18 июня 2016 года по субботам утром на телеканале НТВ. Первые выпуски программы выходили под первоначальным названием — «Кулинарный поединок „Фарш-мажор“».

## Ведущий
- Дмитрий Назаров (с 14 сентября 2002 по 12 апреля 2008[5][6], с 5 сентября 2015 по 5 марта 2016 года[7])
- Михаил Пореченков (с 19 апреля 2008 по 18 декабря 2010 года)[8]
- Денис Рожков (с 22 января по 25 июня 2011 года)[9]
- Оскар Кучера (с 6 августа 2011 по 27 декабря 2014 года)[10]
- Виктор Логинов (с 12 марта по 18 июня 2016 года)[11]

## Описание
В передаче участвуют профессиональные повара и звёзды театра, кино, телевидения, спорта, политики и эстрады. Известны три варианта правил программы:

### С 14 сентября 2002 по 27 декабря 2014 года
Согласно правилам, участники на одинаковых кухнях с одинаковым оборудованием получают два одинаковых набора продуктов. В распоряжении — всего 20 минут: за это время у каждого должны быть готовы три разных блюда. Ведущий может попробовать блюдо по условиям конкурса, но в похожей программе «Властелин вкуса», которая шла на «Первом канале» в 2002—2003 годах, ведущий блюдо попробовать не мог. Другая особенность программы — по ходу передачи и приготовления блюд её участники успевают ещё и пообщаться с ведущим, выступать с музыкальными номерами и смотреть в камеру. До 2003 года программа завершалась демонстрацией титров с полным перечислением работавшего над ней персонала.

### С 5 сентября 2015 по 5 марта 2016 года
Правила изменились. Участвуют две команды: шеф-повар, который будет подсказывать, как готовить, и звезда, которая займется приготовлением блюд. Время — 45 минут, необходимо сделать 2 блюда. У каждого шеф-повара есть возможность вмешаться в процесс приготовления блюд: если что-то пойдёт не так, он может воспользоваться тревожной кнопкой, но тогда оставшееся у команды время будет идти в два раза быстрее. Ведущему также отведена роль судьи: он следит за тем, чтобы поединок на кухне проходил честно, а шоу было увлекательным и интересным.

### С 12 марта по 18 июня 2016 года
Участникам представлены на выбор четыре рецепта одинаковых по сложности блюд и четыре набора продуктов, необходимых для приготовления этих блюд. Помимо этого, все рецепты включают в себя так называемый «главный ингредиент», который меняется от программы к программе. После того, как участники выбирают себе набор, им даётся 40 минут на то, чтобы самостоятельно приготовить выбранное ими блюдо. Ведущий, как и прежде, выступает в роли судьи.

## Место съёмок
Программа проходила в телестудии, на импровизированной кухне. С самого начала «Кулинарный поединок» снимался в 11-й студии Останкино, как и большинство других больших программ НТВ. По словам сотрудников канала, «Кулинарный поединок» являлся одной из сложных по техническому оснащению программ НТВ, выходивших из этой студии.
Закупкой задействованных на программе продуктов занимались директор программы и редактор. Выпуски снимались один раз в месяц по 4 передачи в день.

## Время выхода в эфир
- С 14 сентября 2002 по 28 августа 2004 года программа выходила по субботам в 10:00/10:05 с повтором в один из последующих будних дней утром[18].
- С 4 сентября 2004 по 30 июня 2012 года программа выходила по субботам в 10:55/11:00 с повтором в один из последующих будних дней утром[19]. С 2010 года повторы показывались в ночное время.
- С 7 по 28 июля 2012 года программа выходила по субботам в 8:55/9:00.
- С 4 августа 2012 по 27 декабря 2014 года программа выходила по субботам в 10:50/10:55.
- В сентябре 2015 года после 8-месячного перерыва программа вернулась в эфир и до 26 декабря 2015 года выходила по субботам в 10:55.
- С 30 января по 13 февраля 2016 года программа выходила по субботам в 13:20 в связи с тем, что с 23 января 2016 года по субботам в 11:00 стала выходить программа Сергея Малозёмова «Еда живая и мёртвая» (позднее «Живая еда»)[20].
- С 21 февраля по 18 июня 2016 года программа выходила по субботам в 9:15/9:20.

## Пародии
Пародия на «Кулинарный поединок» была показана в выпуске пародийного телешоу «Большая разница» на Первом канале от 1 января 2009 года. По сюжету пародии, в программе «принимают участие» Юлия Высоцкая и Иван Ургант. «Ургант» собрался готовить недожаренные котлеты из предыдущей передачи, а «Высоцкая» — «самый банальный завтрак за 20 минут», потому что «мы так едим дома».
Также пародией на эту передачу можно считать несколько эпизодов телесериала «Кухня» на СТС, где герой Назарова, профессиональный повар, также вёл кулинарную передачу, при этом рекламируя майонез «Мальве» — аллюзия на Calvé, рекламируемый в «Кулинарном поединке».